# NGC 278
NGC 278 är en spiralgalax i stjärnbilden Cassiopeja. Den har en H-II-kärna. Galaxen upptäcktes den 11 december 1786 av den tysk-brittiska astronomen William Herschel.

## Egenskaper
NGC 278 är en liten och kompakt galax med mycket stjärnbildning i en inre ring med en radie på 2000 parsec, som kan ha orasakts av en krock med en mindre galax.